# 被服整理学
被服学整理学（ひふくせいりがく）は、被服学の一学問分野である。

## 概要
ここで言う「整理」には、元来、布帛表面のキメ（肌理）すなわち質感（テクスチャ）を整えるといった意味合いがあり、その研究課題は、洗浄や加工の分野が主たるものである。現在では、さまざまな表面（界面）現象について利用する立場から総合的に研究する科学、すなわち応用界面科学として、「洗浄」、「加工」、「染色」、「色彩」などがその主要研究テーマとなっている。
なお、洗浄をはじめとする手入れなどは被服の消費段階で重要な役割を果たすことから、こうした行為を管理と捉え、被服管理学と称している場合もある。

## 関連産業
関連産業としては「染色整理業」｢洗濯業」があげられる。「日本標準産業分類」（総務省統計局）による分類（分類番号）は次の通りである。
大分類 F製造業
中分類 11繊維工業（衣服，その他の繊維製品を除く）
小分類 116染色整理業

主として綿状繊維、糸、織物、ニット、レース、繊維雑品などに精練、漂白、染色及び整理仕上げ、その他の処理を行う事業所をいう。
機械染色整理業とは、精練、漂白、浸染、なっ染及び整理仕上げの工程が機械的に行われているものをいう。
また、手加工染色整理業とは、精練、漂白、浸染、なっ染の工程が、主として人力によって行われるもので、その加工品の整理仕上工程が機械化されていても機械染色整理業とは認めない。--日本標準産業分類
細分類
1161　綿・スフ・麻織物機械染色業
1162　絹・人絹織物機械染色業
1163　毛織物機械染色整理業
1164　織物整理業
1165　織物手加工染色整理業
1166　綿状繊維・糸染色整理業
1167　ニット・レース染色整理業
1168　繊維雑品染色整理業
大分類 Qサービス業（他に分類されないもの）
中分類 82洗濯・理容・美容・浴場業

この中分類には，洗濯業，洗張・染物業，理容業，美容業，浴場業などの主として個人に対して身の回りの清潔を保持するためのサービスを提供する事業所が分類される。--日本標準産業分類
小分類 821洗濯業
細分類
8211　普通洗濯業
8212　洗濯物取次業
8213　リネンサプライ業
小分類 829その他の洗濯・理容・美容・浴場業
細分類
8291 洗張・染物業